# シブアイ!
「シブアイ!」は、芸能事務所リップ、サプライズが共同で主催していたアイドルお笑いネタライブである。
スタート当初のライブタイトルは「渋谷アイドル100人劇場」（しぶやあいどるひゃくにんげきじょう）で、「渋アイ」（しぶあい）の略称があった。この時は、東京都・渋谷で劇場アイドル100人をレギュラーとし、観客の厳しい目で常に競争させ、元気で特技のある若い女の子の才能を開花させ、一芸のあるアイドル100人を養成することを目標としていたことから、“公開養成舞台”の意味合いもあった。2007年12月24日からリニューアル期間を除き毎月行われていた。

## 概要
第1回から2009年12月20日開催の回までは、渋谷公園通り沿いにある劇場「シアターD」で主に行われていた。当初の構成は、オーディション組からスタートし、合格すればレギュラーB組のイベントに進むことができた。さらにレギュラーA組・特Aクラスと続き、特Aクラスに選ばれたアイドルは次期MCの権利が与えられる他、バラエティ、ドラマ、映画出演等にリップが優先的にプロデュースする。応募資格は15歳（中学卒業時） - 20代の女性であることであり、1年間で100人のアイドルを採用するというものだった。リニューアル前は「昼の部」と「夜の部」の2回公演だった。
2009年2月22日開催の第14回からしばらくの間リニューアルのため休止し、同年5月10日からはコメディー部門の「魁!コメディエンヌ道場」、アイドル部門の「アイドルキング」、この他のメンバーが出演する「渋谷アイドル100人劇場ニューウェーブ」の1日3回公演となって行われていた。
2009年12月20日の回をもって再びリニューアルのため休止、2010年2月13日からはタイトルを「シブアイ!」と改め、東京都中野区のStudio twlに移して行われていた。その後同年10月3日からは「シブアイ!R」として再びシアターDに戻り興行を行っていたが、2011年2月13日を最後に行われていない。

## 出演者

### 「渋谷アイドル100人劇場」 時代

#### 魁!コメディエンヌ道場
レギュラー
- 福田麻衣
- ☆まかりな☆

#### アイドルキング
レギュラー
- W∞アンナ
- 尾崎ナナ

#### 渋谷アイドル100人劇場ニューウェーブ
MC
- ハリガネロック

### 2007年 - 2009年

#### MC
- 矢吹春奈（リニューアル前まで）
- ハリガネロック（リニューアル後も、2009年12月20日の回まで「ニューウェーブ」MCを務める）
- えんにち（リニューアル前まで）
- 菊地智義（ポテト少年団、リニューアル前まで）

#### レギュラー

##### A組
- W∞アンナ（川村あんな&中川杏奈）
- 二宮歩美
- 福田麻衣
- 梨沙帆　※2008年9月14日昇格

##### B組

###### リニューアル前からの出演
- Aive（アイヴィ）
- 青木なおみ
- 蒼崎桃子　※2008/09/14 オーディション組よりB組入り
- 青山奈央
- 甘夏すぅ
- 彩川まい
- 市川ゆり
- 井上優衣
- 岩瀬真理子
- 海老川ユミ
- 大石紗子
- 尾崎ナナ
- 春日桃
- 川畑真利奈
- 神崎有希　※2008/09/14 オーディション組よりB組入り
- 小林礼奈
- 高尾華
- 竹内紅葉
- 辻村麻衣子
- ナチュラルみっちゃん
- 二宮夏稀
- 東智美
- 平山紗奈
- 藤本恵
- ☆まかりな☆（真里＆佳奈）
- 増田葵
- 町田早音美
- 水上珠里（郷美寿梨）
- めぐり（藤浦めぐ）
- 藤木愛恵
- 森田美奈子
- 湯浅あきな
- Yurifa
- れいこ
- 真恕香
- 大木麻里奈

###### リニューアル後の加入
2009年5月10日加入
天川ヒカル、神野まるみ、小出朱里、鈴木睦実、西川さち、持田友梨子、矢崎まこと
6月28日加入
大西良子、渋沢一葉、渡辺智子、渡辺真紀
7月26日加入
小川沙織、山城理恵
9月20日加入
アジアンビューティー、神出さや、瀬長奈津実、仁禮麻未
10月25日加入
板倉李佳、やまがたゆみ
その他（加入日不明）
藍沢蓉子、岩瀬真理子、実方彩乃、竹澤綾花、ななちゃん、広瀬陽子、miu、綾乃、NANAKO

##### 過去のレギュラー
- まだまみき　※2008年10月19日にA組昇格、現在は引退
- 藤木愛恵　※3ヶ月連続でトップでA組昇格、移籍の為脱退

## イベント内容

### 第1回 - 第14回
| 回数 | 開催日         | ゲストMC                                            | MVP        | オーディションで選ばれた新メンバー                                                       |
| ---- | -------------- | --------------------------------------------------- | ---------- | ---------------------------------------------------------------------------------------- |
| 1    | 2007年12月24日 | ハリガネロック                                      | 川村あんな | 甘夏すぅ、市川ゆり、岩井葵、小林礼奈、 平山紗奈、眞玉美紀、町田早音美（この日は9名参加） |
| 2    | 2008年1月25日  | ハリガネロック                                      | 該当者なし | 大石紗子、水上珠里、森田美奈子、尾崎ナナ （参加した4名全員）                             |
| 3    | 3月1日         | ハリガネロック                                      | 福田麻衣   | Yurifa、増田葵、青木なおみ                                                               |
| 4    | 4月13日        | えんにち（夜の部）                                  |            | 梨沙帆、藤本恵                                                                           |
| 5    | 5月11日        | えんにち（昼の部） ハリガネロック（夜の部）         |            | めぐり、井上優衣、湯浅あきな、高尾華、辻村麻衣子                                         |
| 6    | 6月14日        | えんにち（昼の部） ハリガネロック（夜の部）         |            | 春日桃、青山奈央、川畑真利奈、 海老川ユミ、東智美、☆まかりな☆                            |
| 7    | 7月6日         | えんにち（昼の部） ハリガネロック（夜の部）         | 二宮歩美   | ナチュラルみっちゃん、竹内紅葉、れいこ、彩川まい                                         |
| 8    | 8月10日        | ポテト少年団・菊地智義（夜の部）                    | 福田麻衣   | 二宮夏稀、アイヴィ                                                                       |
| 9    | 9月14日        | えんにち（昼の部） ハリガネロック（夜の部）         | 二宮歩美   | 神崎有希、蒼崎桃子                                                                       |
| 10   | 10月19日       | ポテト少年団菊地（昼の部） ハリガネロック（夜の部） |            | 大木麻里奈、大喜田芽瑠、真恕香、平野由梨                                                 |
| 11   | 11月16日       | ポテト少年団菊地（昼の部） ハリガネロック（夜の部） | 福田麻衣   | 豊田ちあき、村上悠子、藤原かなめ、遠藤萌、小橋ゆい                                       |
| 13   | 2009年1月25日  | ハリガネロック（夜の部）                            |            | 成田ゆうこ、舛谷紗英                                                                     |
| 14   | 2月22日        |                                                     |            |                                                                                          |

- 第12回（2008年12月21日）は、スペシャルとして「祝1周年! 渋谷アイドル100人劇場 ～ベストネタセレクション&大オーディションスペシャル～」と題して行われた。

### リニューアル後
- 2009年5月10日、6月28日、7月26日、8月30日『渋谷アイドル100人劇場～真夏の大感謝祭!!』、9月20日、10月25日、12月20日『クリスマススペシャル』 各日開催

### 「シブアイ!」としての開催日
- 2010年2月13日、3月21日、5月1日、6月20日、8月8日

シブアイ!R
- 2010年10月3日、11月14日、12月12日、2011年2月13日